# SS220
SS220是一种含氮有机化合物，分子式C13H21NO，可用作防蚊液，2002年由美国农业部下属实验室开发。